# 허남 사
허남 사(許男 斯)는 허나라의 제18대 남작(재위: 기원전 522년 ~ 기원전 504년)이다. 이름이 사(斯)이고, 허 도공의 아들이다. 형인 태자 지가 약물을 바쳐 도공을 시해하자, 진나라로 쫓겨나게 한 뒤, 도공을 장하고 즉위하였는데, 이후로도 지속적인 초나라를 좇음을 보여주고, 초가 오에 패한 다음 해에 정에게 멸망당하고 죽었다.